# My Feelings for You
My Feelings for You è il secondo singolo di Avicii, creato con la collaborazione di Sebastien Drums e pubblicato da Vicios Recordings.

## Tracce
My Feelings for You (singolo)
1. My Feelings for You (Radio Edit)
2. My Feelings for You (Original Mix)

My Feelings for You (EP)
1. My Feelings for You (Radio Edit)
2. My Feelings for You (Short Radio Edit)
3. My Feelings for You (Angger Dimas Bambu Remix)
4. My Feelings for You (Digital LAB Remix)
5. My Feelings for You (Original Mix)
6. My Feelings for You (The Noise Remix)